# Le memorie di Barry Lyndon
Le memorie di Barry Lyndon è un romanzo picaresco di William Makepeace Thackeray, originariamente pubblicato a puntate con il titolo The Luck of Barry Lyndon: A Romance of the Last Century by Fitz-Boodle sulla rivista inglese Fraser's Magazine nel 1844, avente ad oggetto le avventure di un membro della gentry (piccola nobiltà) irlandese nel tentativo di farsi cooptare nell'aristocrazia inglese.
Le memorie di Barry Lyndon è uno dei testi che hanno ispirato Stanley Kubrick nelle sue opere; il regista ne ha infatti tratto un film nel 1975 dal titolo Barry Lyndon.

## Contenuto
Thackeray prese ispirazione dalla vita dell'avventuriero irlandese Andrew Robinson Stoney per realizzare il romanzo. Il titolo integrale è:
Le memorie del gentiluomo Barry Lyndon, del regno d'Irlanda. Comprendenti un resoconto delle sue straordinarie avventure e sventure; le sue sofferenze al servizio di Sua Maestà il defunto Re di Prussia; le sue visite a numerose corti d'Europa; il suo matrimonio e le sue splendide dimore in Inghilterra e Irlanda; e le molte e crudeli persecuzioni, cospirazioni, e calunnie di cui egli è stato vittima.
Il romanzo è raccontato da Barry medesimo, che agisce come «narratore inaffidabile» che incorre – con involontaria auto-ironia – in continue millanterie, senza percepire l'indiretto effetto denigratorio di un tale stile espressivo.

### Struttura
La concatenazione degli eventi della trama può essere divisa in sei parti: 
- capp. 1–2: giovinezza, fino al duello con Quin;
- cap. 3: avventure a Dublino ospite dei coniugi Fitzsimons;
- capp. 4–7: Vita militare;
- capp. 8–11: giocatore d'azzardo con lo zio, lo Chevalier de Balibari;
- capp. 10–12: vicende al ducato di X;
- capp.13–19: corteggiamento e matrimonio con Lady Lyndon e caduta.

### Capitoli
1. Il mio retaggio e la mia famiglia. subisco l'influenza della più tenera della passioni
2. In cui mi dimostro un uomo pieno di ardimento
3. La mia falsa partenza nel bel mondo
4. In cui Barry vede da vicino che cosa sia la gloria militare
5. In cui Barry cerca di allontanarsi il più possibile dalla gloria militare
6. Il carro degli arruolati con l'inganno. Episodi di vita militare
7. Barry conduce vita di guarnigione e si fa molti amici
8. Barry dice addio alla carriera militare
9. Mi presento in un modo che si addice al mio nome ed al mio lignaggio
10. Altri colpi di fortuna
11. In cui la buona sorte abbandona Barry
12. Tratta della tragica storia della principessa di X
13. Continuo la carriera di uomo di mondo
14. Torno in Irlanda ed ostento lusso e generosità in quel regno
15. Faccio la corte a Lady Lyndon
16. Provvedo con generosità alla mia famiglia e raggiungo il culmine della mia (apparente) buona fortuna
17. Mi presento come il fiore all'occhiello della buona società inglese
18. In cui la fortuna comincia a venirmi meno
19. Conclusione

## Trama
(William Makepeace Thackeray)
-Capitolo 1
My pedigree and family. Undergo the influence of the tender passion (I miei avi e la mia famiglia. Subisco l'influsso della passione più tenera)
Giovinezza di Redmond Barry. Racconto in chiave encomiastica del presunto passato glorioso della famiglia Barry di Barryogue, contea d'Irlanda. Vengono presentati,
senza darne eccessivo peso, due elementi che ritorneranno nel racconto: l'esistenza di uno zio, Cornelius Barry detto lo Chevalier, e un antenato della famiglia
Lyndon, Charles Lyndon, casata con la quale Redmond Barry entrerà in contatto nella maturità.
Sono gli anni attorno al 1755. Alla morte del padre, Roaring Harry Barry, la vedova Bell Brady e il figlio in età adolescenziale vanno a vivere a Castle Brady,
ospiti di Michael Brady, fratello della madre. Contrasti della vedova con la cognata.
Redmond frequenta brevemente una scuola, dalla quale verrà espulso dopo l'ennesima lite. L'educazione, si vedrà, non sarà tra le sue preoccupazioni principali.
È circa il 1759.Tornato a Castle Brady, quindicenne, vive alcuni momenti di gaiezza con i cugini Mick e Ulick (coi quali si batte più volte) e soprattutto con
Honoria, detta Nora, all'epoca ventitreenne, della quale il giovane Redmond si innamora. 	 	
Ad un ballo, Nora, nota civetta, si intrattiene col capitano inglese John Quin, benestante ufficiale. Redmond, geloso, fa le rimostranze a Nora.
Dopo un periodo di malattia, Redmond, perplesso per le mancate visite di Nora, si reca a casa della ragazza e, dopo averla cercata, la nota ad amoreggiare proprio col capitano Quin. La famiglia Brady preme per il matrimonio con il ricco ufficiale, che permetterebbe loro di ripianare ingenti debiti. Il giovane Redmond, però, furioso di
gelosia, ingiuria Quin e lo sfida a battersi in duello. Viene introdotto il capitano Fagan, collega di Quin, che in questo momento corteggia una sorella di Nora.
Fagan si mostrerà prima apparente complice del giovane e poi colui che determinerà la fuga di Redmond dopo il duello.
-Capitolo 2
In which I show myself to be a man of spirit (in cui dimostro di essere un uomo di carattere)
Quin, perplesso dall'atteggiamento del giovane, sembra determinato a porre fine al fidanzamento con Nora. Di seguito, ad un pranzo a casa dello zio, Redmond minaccia
nuovamente il capitano Quin e viene malmenato dai cugini. Il duello sembra inevitabile. Fagan incoraggia Redmond a battersi. Il giovane scrive due lettere la sera
prima, una alla madre e l'altra a Nora. Arriva la mattina del duello alle pistole. Redmond colpisce Quin, che sembra morto. I cugini fanno in modo che Redmond parta
per Dublino.
-Capitolo 3
I make a false start in the genteel world (In cui faccio una falsa partenza nel bel mondo)
Redmond arriva in una locanda di Carlow, dove si presenta come “Mr.Redmond” della contea di Waterford. Il giorno dopo prosegue il viaggio a cavallo verso Dublino e
incontra una signora in carrozza, mrs.Fitzsimons, che è stata appena derubata dalla banda del famoso “capitano” Freeny, nonostante la presenza di Sullivan, un servo.
Redmond si presenta come inglese. La signora afferma di essere la moglie del sottotenente Fitzgerald Fitzsimons, al quale si sta ricongiungendo. Arrivati a Dublino,
Redmond fa conoscenza del marito. Ospite dei Fitzsimons, si accorge ben presto che, nonostante le apparenze, i due coniugi non vivono nell'agiatezza; ad ogni modo,
Redmond è ospite loro per la notte.
Racconto della vita a Dublino coi Fitzsimons, che presto si rilevano impostori e predatori. Redmond si ritrova senza denaro e con debiti con sarto, gioielliere e
altri commercianti. Perde anche la giumenta. I Fitzsimons scoprono il suo vero nome e lo accusano di aver impegnato i beni comprati in quelle settimane.
Barry, vistosi in un brutto momento e non sapendo dove andare, decide di arruolarsi nell'esercito inglese, trovandosi nel mezzo della guerra dei sette anni tra
Inghilterra e Francia (1756-63).
-Capitolo 4
In which Barry takes a near view of military glory (In cui Barry dà un'occhiata da vicino alla gloria militare)
Alle prese con la quotidianità del reggimento, Barry si contrappone ad un rozzo portantino, Toole. In seguito ritrova Fagan. Durante il viaggio in nave verso
la Germania, questi gli comunica che Quin non è morto e ha sposato Nora, così da piano della famiglia Brady. Il cugino Ulick, inoltre, si è messo in affari
con Quin. Fagan lo nomina caporale. Giunti in Germania, Barry si ritrova a partecipare alla battaglia di Minden (agosto 1759) conclusasi con una vittoria inglese.
Fagan muore.
-Capitolo 5
In which Barry tries to remove as far from military glory as possible (In cui Barry cerca di allontanarsi più che può dalla gloria militare)
Ancora in terra tedesca, Barry non viene nominato sergente dopo la morte di Fagan e continua la sua vita monotona, cercando di sottrarsi più che può a qualsiasi impegno. Dopo la battaglia di Warburg (luglio 1760), altra vittoria inglese, accade un incidente che lo farà allontanare dall'esercito inglese. Dopo aver accompagnato in una casa di Warburg, assieme ad alcuni commilitoni, il tenente Fakenham ferito, Barry viene colpito a tradimento da un altro soldato del suo stesso reggimento. Lasciato privo di sensi, è accolto nella casa, dove trova la bella Lischen, assieme al tenente Fakenham. Costui, scontroso con Barry, comincia a delirare.
A Redmond viene l'idea di fingersi pazzo. Con questo stratagemma, Barry riesce ad uscire dalla convalescenza col nome e gli effetti di Fakenham.
Scappato con la nuova identità e fingendosi portatore di dispacci, Barry viene a contatto con ufficiali prussiani (alleati degli inglesi). Un ufficiale lo avvicina e accompagna Barry nel suo viaggio. Digressione di Redmond, che racconta di un suo commilitone prussiano detto “Morgan Prussia”. Capendo dalle risposte di Barry di essere alla prese con un impostore, l'ufficiale lo mette in trappola convincendo il giovane ad alloggiare in una locanda. Barry si ritrova nelle mani di reclutatori fuori legge prussiani.
-Capitolo 6
The crimp-wagon. Military episodes (Il carro dei coscritti. Episodi di vita militare)
Sul carro di coscritti, Barry, tra quella torma di infelici, trova un giovane sassone aspirante pastore. In seguito, a causa di una botta in testa dovuta al carro in continuo movimento, Barry viene portato in un ospedale, dove ritrova il giovane pastore, che gli racconta alcuni suoi trascorsi e come è stato catturato, a causa di un inganno dovuto ad un presunto esponente della religione ebraica, di nome Solomon Hirsch, che gli chiede chiarimenti sul sermone appena enunciato.
In seguito Barry entra nel reggimento Bülow a Berlino.
Tradotto in carcere a Fulda, Barry incontra gente di molte provenienze: inglesi, francesi, tedeschi. Tra loro spicca un francese, dal nome ignoto, chiamato “Le blondin”, il quale arruolò vari coscritti per un'insurrezione contro i prussiani. Barry racconta degli scontri che vennero repressi e di Le blondin che, dopo un processo farsa, venne giustiziato. Redmond rivede il tenente Fakenham, ora sceso al rango di caporale. Questa volta Barry lo aiuta a guadagnarsi la libertà. In seguito, Barry fa amare riflessioni sulla vita di soldato, tra cui l'usanza di uccidere bambini per avere la condanna a morte.
Passa del tempo, Barry raggiunge i vent'anni (siamo quindi circa alla fine della guerra dei sette anni) al servizio dei prussiani. Dice di essersi fatto un nome tra i commilitoni, che lo chiamano “l'inglese nero” o “il diavolo inglese”.
-Capitolo 7
Barry leads a garrison life, and finds many friends there (Barry fa vita di guarnigione e trova molti amici)
A Berlino Barry entra nelle grazie di un capitano, Potzdorff, nipote del ministro di polizia. Comincia a frequentare ambienti di alto ceto. Dopo molto tempo scrive
alla madre che, finalmente, dopo cinque anni, ha sue notizie. Intanto, fa favori ad ufficiali e dame dell'alta società per ingraziarseli. Una notizia di Stato
saputa presso l'ambasciata d'Olanda aumenta il prestigio di Barry agli occhi della famiglia Potzdorf.
Barry cerca, con l'appoggio ruffiano a Potzdorf, di uscire dal reggimento e tentare la via, una volta libero, del matrimonio con qualche ricca signora.
Si cerca di arruffianare sia il nipote che lo zio con alcune astute mosse. Redmond, però, ascolta di nascosto una conversazione dei due von Potzdorff, nella quale
zio e nipote si accordano per usare Barry finché è necessario, per poi scaricarlo; intuito di essere solo una pedina, Redmond accetta un nuovo incarico da parte del
giovane von Potzdorf con l'intenzione di volgere la situazione a suo vantaggio. La coincidenza vuole che si tratti di spiare, nelle vesti di un valletto ungherese,
un giocatore d'azzardo, il Cavalier de Balibari. Redmond capisce che, con molta probabilità, si tratta di suo zio Cornelius, fratello maggiore di suo padre.
Acconciato come da ordini di Potzdorf, Barry si presenta al Cavaliere.
-Capitolo 8
Barry bids adieu to the military profession (Barry dice addio alla carriera militare)
Redmond si rivela al Cavaliere, il quale gli crede e manifesta la vera ragione della sua messa in servizio. Gli dice di non essere una spia al servizio degli
austriaci, bensì, semplicemente, un giocatore di faraone, un gioco delle carte.
Redmond descrive le vicende dello zio al tavolo da gioco. Il cavaliere ha l'idea di lasciare Berlino e per far questo concepisce un piano basato sul travestimento
del nipote nelle sue sembianze. Il capitano Potzdorf, intanto, vuole approfittare, il giorno seguente, dell'uscita del cavaliere per forzare la cassetta contenente
i documenti della corte austriaca.
-Capitolo 9
I appear in a manner becoming my name and lineage (Mi presento in società in maniera confacente al mio nome e al mio lignaggio)
Il giorno seguente, Barry, travestito da suo zio, entra in carrozza, sulla quale salgono anche due guardie prussiane, con l'ordine di accompagnare il cavalier de
Balibari alla frontiera. Una volta giunti fuori dallo stato, il presunto Balibari viene lasciato in direzione di Dresda. Le guardie non si accorgono di aver sbagliato
persona. In questo modo, Redmond riesce a sottrarsi ai suoi obblighi militari. A Dresda Redmond riceve una lettera dello zio, che gli racconta delle vicende di quel
giorno a Berlino, concluso con l'arresto di Potzdorf, sorpreso a rubare la sua cassetta e per questo colpito alla testa dal cavaliere. Segue il suo allontanamento,
previa concessione di una forte somma da parte dello zio ministro per mettere a tacere la vicenda. I due Barry si ritrovano quindi a Dresda, con Redmond che comincia,
finalmente, la sua “vita da gentiluomo”.
Barry si lancia in una appassionata difesa del lavoro di giocatore, criticando i lavori borghesi apparentemente rispettabili, come agente di cambio, commerciante,
avvocato, dottore. Segue la rapida descrizione di alcune partite e la stigmatizzazione delle signore dell'alta società che di solito, se perdevano, facevano difficoltà
a pagare il debito. Collega di gioco dei due Barry è il conte Alessandro Pippi, che si rivela presto poco coraggioso nel gioco e per questo viene criticato aspramente
da Redmond. Dopo una serata disastrosa contro un gruppo di studenti dilettanti e ubriachi, Pippi, dopo aver drogato le bevande dei due Barry, li deruba del residuo
del denaro. Zio e nipote devono impegnare parte dei loro gioielli e vestiti, così da ricominciare la carriera da capo, ma senza perdersi d'animo, come dice Redmond.
-Capitolo 10
More runs of luck (Ancora colpi di fortuna)
Dopo l'ultima disavventura a Mannheim raccontata nel precedente capitolo, i Barry si recano in un ducato di cui si mantiene ignoto il nome (ma si tratta di un luogo
nell'attuale Germania sud-occidentale). In questo staterello giocatori d'azzardo e arruffoni sono all'ordine del giorno (i Barry, quindi, si trovano a loro pieno agio).
Il duca di X ha poco interesse per gli affari di stato e il vero governante è il principe, chiamato Victor, cinquantenne (sposato con la principessa Olivia,
ventitreenne, giocatrice accanita). La contessa Ida, ricca damigella della principessa Olivia, è innamorata di un suo cugino spiantato, ma Barry la tiene d'occhio
per impalmarla e risolvere il suo obiettivo matrimoniale. Entra in scena il cavaliere de Magny, aspirante alla mano di Ida, nonché favorito del duca.
Lo zio cavaliere inscena un piano per riavere i passati grandi averi della famiglia Barry, attraverso il cavalier de Magny, che occorreva convincere a giocare.
Dopo averlo sommerso di cambiali (che de Magny non potrà onorare), Redmond vuole far capire al cavaliere spiantato che vuole non il suo denaro, ma la sua promessa
sposa, la contessa Ida, e il di lei patrimonio.
-Capitolo 11
In which the luck goes against Barry (In cui la sorte si mette contro Barry)
Barry, nel ducato di X, ottiene il favore della Contessa di Liliengarten, moglie morganatica del duca, e del duca Victor, al quale cura il destriero preferito;
con questi appoggi, e il favore della Contessa Liliengarten presso la principessa Olivia, Redmond dà per fatto il raggiungimento del suo obiettivo. Quando la
situazione sembra volgersi a suo favore, nonostante l'antipatia della contessa Ida verso di lui, Redmond, consigliato dallo zio, restituisce lo smeraldo dato in
pegno da de Magny per le sue perdite di gioco (il cavalier de Balibari pensa che, in caso capitasse un incidente, fosse meglio non farsi trovare in possesso di un
simile avere). Costui, anziché riconsegnarlo alla principessa Olivia come promesso a Barry, lo impegna presso il banco di un usuraio di Heidelberg, Moses Löwe,
per ottenere altro denaro da giocare al tavolo. A conclusione della vicenda, l'ebreo dopo poco tempo cade misteriosamente assassinato e de Magny arrestato.
Barry scopre che il generale de Magny, padre dello spiantato cavaliere, avrebbe cercato di favorirne la fuga. A questo punto, nel caos della corte, Barry e lo zio
vengono arrestati e confinati nelle loro stanze per oltre un mese, senza venire a conoscenza degli avvenimenti che stanno nel frattempo accadendo.
-Capitolo 12
Contains the tragical history of the Princess of X (Contiene la tragica storia della principessa di X)
Nel 1790, a passeggio con Lady Lyndon, Barry intravede per puro caso una signora olandese, che sembra riconoscere in madame de Liliengarten. Qualche tempo dopo,
la signora lo invita a casa sua e qui gli narra le vicende ancora velate di mistero di più di vent'anni prima. Nel racconto entra in scena il ministro di polizia,
Geldern, suocero del duca ereditario Victor. La vicenda ruota attorno al recupero dello smeraldo in possesso dell'ebreo, che era originariamente di proprietà di sua
figlia Olivia. Il ministro fa in modo che Maxime de Magny sia al tavolo di gioco, e incarica la sua spia Johann Kerner di svolgere il suo compito di riottenere lo
smeraldo dall'usuraio, ma l'arrivo di una pattuglia di polizia sventa il furto e il possibile assassinio. Arrestati entrambi, vengono interrogati e perquisiti dal
ministro in persona, che requisisce lo smeraldo all'usuraio e dice di riconosce in Kerner il servitore del cavalier de Magny. In seguito, recatosi dal principe
Victor, chiede al nobile il permesso di arrestare de Magny, che dopotutto è uno dei marescalchi della principessa. Il maestro di stalla di Victor, di nascosto,
ascolta la conversazione e avverte il barone de Magny, nonno del cavaliere. Solo dopo alcune insistenze del maestro di stalla, il generale scrive il biglietto poi
visto al tavolo di gioco. In seguito non si riesce a provare l'implicazione di de Magny nel furto, ma si trovarono forti indizi dell'adulterio con la principessa:
regali e lettere.
Dopo un confronto tra il principe Victor e il barone de Magny riguardo alle prove dell'adulterio di sua moglie Olivia con il giovane de Magny, il vecchio barone,
per non perdere l'onore, fa in modo che il nipote muoia in carcere con una dose di veleno. La principessa Olivia, perso il suo innamorato, smarrisce la ragione e
finisce i suoi giorni lontano dalla corte. I Barry, in conclusione, vennero allontanati, senza che venisse pagato loro il dovuto delle vincite al gioco.
-Capitolo 13
I continue my career as a man of fashion (Continuo la mia carriera di gentiluomo alla moda)
Qualche tempo dopo, Barry si trova con lo zio a Spa, in Belgio. Qui, al tavolo da gioco, conosce Charles Reginald Lyndon, ricco possidente irlandese, marito di
Honoria Lyndon, nobildonna con titoli e patrimonio, che non può sfuggire all'attenzione di Redmond, tanto più che Lyndon, nonostante abbia solo cinquant'anni, è
prossimo a soccombere ad una serie di malanni. Lyndon è comunque un uomo gioviale, oltreché cinico e pragmatico. Dopo aver fatto conoscenza con l'uomo, Barry si
introduce nel mondo dei Lyndon nel loro soggiorno continentale. Entra nelle grazie della contessa Lyndon, tramite l'istitutore del figlio, il cappellano mister Runt.
Barry continua nella sua opera di persuasione di Lady Lyndon, per prepararsi il terreno quando sarà vedova. Separatosi dai Lyndon, che tornano in Irlanda, Barry rimane
nel continente per provare a impalmare, non si sa mai con la Lyndon vada buca, qualche altra ricca possidente o ereditiera. Dopo circa un anno ha un colpo di fortuna:
riceve la notizia della morte di Charles Lyndon. Decide quindi di tornare, dopo undici anni, in patria.
-Capitolo 14
I return to Ireland, and exhibit my splendour and generosity in that kingdom (Ritorno in Irlanda, e in quel regno faccio mostra di generosità e splendore)
Barry torna in Irlanda. Viene a conoscenza della morte di suo zio Brady e del cugino Mick, mentre le cugine sono tutte sposate e vivono lontane da Castle Brady,
che ormai è in sfacelo. Redmond rivede il suo antico mentore, Phil Purcell, e il suo valletto d'un tempo, Tim, ormai molto grasso e padre di dieci figli. Barry si
mostra prodigo, sebbene al solito supponente, verso i contadini e i poveri abitanti irlandesi.
È il 1771. Barry si sposta a Dublino. Cerca un alloggio ovviamente “consono al suo rango”, ma pragmaticamente si accontenta di una modesta locanda. Nella prima
settimana di permanenza, Barry acquista dei cavalli e fa la conoscenza di qualche modesto possidente del luogo (Lawler Gawler e il marchese di Ballyragget), ai quali
racconta a suo modo le vicende europee di cui è stato partecipe.
Descrivendo Dublino, Barry ne sottolinea il provincialismo e la decadenza. Qui frequenta locali in cui gioca d'azzardo ma solamente, come al solito,
“tra gentiluomini”, e viene a conoscenza della vita amministrativa della città. Incontra, dopo molto tempo, il cugino Ulick, che ora vive nella capitale in condizioni
di indigenza; subito lo prende con sé come aiutante. Scrive a Lady Lyndon, tramite il suo istitutore mr Runt, ma ne riceve una risposta minacciosa. Viene a sapere
che la vedova è corteggiata da un suo parente (come lo era il defunto marito), George Poynings, figlio cadetto del marchese di Tiptoff. Sfruttando una pratica in voga
all'epoca, ossia spedire lettere minatorie firmate da sedicenti capitani dai nomi bizzarri (“Palla di fuoco”, “Tuono”, etc), Redmond fa consegnare da Ulick a Castle
Lyndon una missiva analoga minacciando Poynings. Incontratisi a Dublino, Barry sfida a duello il giovane, che viene ferito gravemente.
-Capitolo 15
I pay court to my Lady Lyndon (Faccio la corte a Milady Lyndon)
Barry riceve alcuni consigli per lettera sulla condotta da adottare nella conquista di Lady Lyndon da parte dello zio, il cavalier de Balibari, che vive a Bruxelles
(non potendo tornare in Irlanda a causa di una condanna subita nel 1745). Intanto, Redmond rivede la madre dopo dodici anni di lontananza, sebbene la sua visita sia
stata preceduta da alcune incomprensioni a causa di alcuni suoi comportamenti. La madre vive a Bray, villaggio vicino a Dublino, assieme al reverendo Jowls.
Barry parla con George Poynings, pretendente alla mano di Lady Lyndon. Durante la conversazione, nella quale Redmond, come solitamente fa, accentua le sue qualità,
viene fatto notare a Lord George che diversi passi delle lettere a lui indirizzate erano uguali a quelle ricevute da Barry; ciò indigna il giovane lord, che si ritrae
dalla “competizione” indispettito. Ancora convalescente per la ferita, Poynings riceve la visita di Lady Lyndon, che non comprende la distanza che lord George
inopinatamente le frappone. Vistasi rifiutata dal giovane, la donna esce dalla sua abitazione dove incontra Barry, che la segue fino a casa. Qui Redmond le dichiara,
a modo suo, la passione che lo anima, aggiungendo il ricatto di pubblicizzare le lettere che la donna gli aveva mandato durante il soggiorno in Belgio mesi prima.
Ottiene un primo successo nella conquista della ancor contrariata contessa.
-Capitolo 16
I provide nobly for my family and attain the height of my (seeming) good fortune (Provvedo nobilmente ai bisogni della mia famiglia e tocco il culmine della mia (apparente) fortuna)
Nonostante le premesse, Barry è ancora ospite indesiderato a Castle Lyndon. Riesce a corrompere il portiere inglese e a leggere alcune lettere di Lady Lyndon, nelle
quali parla (male) di lui. Nel piano di conquista pensa, dunque, di aggiungere un altro tassello: Ulick, suo cugino e attuale braccio destro, ha una forte attrazione
per la signorina Amelia Kiljoy, di cui Lady Lyndon è amica e tutrice; Barry pensa quindi di farla cadere tra le braccia di Ulick sotto gli occhi della Lyndon.
Approfittando della pratica, già citata, di compagnie di ventura che causano morti e obbligano i possidenti a matrimoni forzati, Barry ha un piano per convincere
Amelia a sposare il cugino. Ad un ballo organizzato da milord Charlemont partecipano Amelia, il piccolo Bullingdon e Mr Runt. Al termine della festa, verso le tre
del mattino, la carrozza di Amelia subisce la perdita di una ruota; sopraggiunge un'altra carrozza, che si propone di guidare i passeggeri fino a casa. Anziché
dirigersi a Dublino, Amelia e la compagnia si ritrovano in aperta campagna, dove vengono assaliti da due uomini e minacciati con le armi. Il piccolo Bullingdon viene
obbligato a tornare indietro a piedi dalla madre, Lady Lyndon, per riferirle che il fantomatico "capitano Thunder" (dal nome di uno dei capi di queste compagnie di ventura)
dice che presto la signorina Amelia si sposerà.
Amelia è obbligata a sposare Ulick e Mr Runt è obbligato a celebrare le nozze. Barry confessa di aver attuato il piano assieme al suo domestico tedesco Fritz.
Nonostante fosse chiaro che ci fosse lui dietro a tutto, mai si viene a sapere ufficialmente, sebbene Lady Lyndon lo sospetti fortemente. Per fuggire dai pettegolezzi
che la volevano fidanzata con l'avventuriero irlandese, la donna va a Londra, dove però è seguita da Barry. Qui la donna riceve la visita della marchesa di Tiptoff,
madre del precedente pretendente, George Poynings, che la mette di fronte alle molte prove che, agli occhi della società, la pongono al centro di una tresca con
Barry. D'accordo con alcuni domestici della Lyndon, tra cui la cameriera Bridget, Redmond riesce a farsi scrivere una lettera, alla quale risponde maliziosamente.
Un anno dopo queste vicende, nel maggio del 1773, i due convolano a nozze a Londra con una cerimonia tenuta dal cappellano di Lady Lyndon, il già noto Samuel Runt.
Sia la marchesa di Tiptoff che il visconte Bullingdon, ormai quindicenne, non nascondono l'avversità verso Barry, ora autonominatosi Barry Lyndon.
-Capitolo 17
I appear as an ornament of English society (Faccio il mio ingresso nell'alta società inglese come suo ornamento)
I novelli coniugi si recano nel Devonshire, presso la dimora di Hackton Castle. Qui, coadiuvato dall'architetto francese Cornichon, Barry arreda di suo (dubbio)
gusto il palazzo. I primi tempi di matrimonio non sono del tutto soddisfacenti, ma Barry Lyndon riesce per ora a passare sopra i dissapori con la moglie pur di godere
delle sue nuove proprietà. Primi contrasti con il marchese di Tiptoff, parente della moglie e vicino di casa a Hackton.
Dopo nemmeno un anno di matrimonio nasce Bryan, il figlio della coppia. Per tutelare il nascituro, Barry vende grosse quantità di legna dei terreni della moglie,
attirandosi le ire di Tiptoff (ora tutore del visconte di Bullingdon), per comprare alcuni terreni in Irlanda, dando mandato alla madre. Barry racconta del notevole
raffreddamento del rapporto con la moglie e, complice anche una relazione con la governante del figlioletto, la signora Stammer, Barry si vede costretto a passare
sempre più tempo fuori di casa. Ricomincia a giocare d'azzardo e all'ippodromo e fa alcune speculazioni sbagliate, perdendo forti somme poi ripianate dalla moglie.
Barry Lyndon lascia temporaneamente l'Inghilterra e torna nella sua terra d'origine, dove segue alcune proprietà. Qui trasferisce l'odiato figliastro Bullingdon,
che fa vivere con la zia vedova e le cugine nubili. Si interessa poi al seggio parlamentare, un tempo appannaggio dei Lyndon e ora in mano ai Tiptoff. Quasi solo per
contrariare l'odioso marchese di Tiptoff, decide di presentarsi contro il figlio, di nuovo il già incontrato George Poynings, e ottiene il seggio del collegio di
Tippleton. È il 1776, anno dell'indipendenza americana. L'obiettivo di Barry è ora quello di ottenere il titolo di Pari d'Irlanda, così da lasciarlo in eredità al
suo amato figlio Bryan. In famiglia le cose peggiorano: Barry, sovente ubriaco, confessa di malmenare, seppure sporadicamente, moglie e figliastro.
-Capitolo 18
In which my good fortune begins to waver (In cui la mia buona sorte comincia a vacillare)
Barry Lyndon si lamenta ancora una volta della moglie e del figliastro Bullingdon e tenta maldestramente di contraddire i suoi detrattori, incolpando dei suoi
fallimenti finanziari e sociali i più disparati personaggi altolocati, soprattutto uno: il conte di Crabs, che lo coinvolge nella creazione di un
piccolo reggimento da mandare nel nuovo mondo per “contrastare i ribelli americani”. Con totale diverso atteggiamento ricorda il figlioletto Bryan, che a cinque anni
ha un nuovo istitutore, il reverendo Edmund Lavender, al quale padre e figlio giocano burle molto pesanti.
Rimasta in Irlanda, la madre di Barry mantiene con grande economia la tenuta di Castle Lyndon; qui deve tenere a bada il visconte Bullingdon, che però il più delle
volte si allontana senza riferire nulla alla donna. Dal passato tornano brevemente Nora Brady, la prima fiamma di Redmond, e suo marito John Quin, ora in gravi
difficoltà finanziarie; Barry, credendosi come al solito generoso, procura all'antico rivale un modesto impiego tramite il conte di Crabs. Il rapporto col figliastro
Bullingdon, ormai vicino alla maggiore età, impegna il pensiero di Barry Lyndon: la mancanza di rispetto del giovane lo fa infuriare e comincia a punirlo con la
sferza sempre più spesso. Seguono alcuni episodi di insubordinazione e di dispetto, coinvolgendo anche il piccolo fratellastro.
Dopo un contrasto durante una caccia, Barry aggredisce furiosamente il figliastro, che decide, lasciando una lettera alla madre, di abbandonare la dimora materna.
Questo gesto di Bullingdon viene letto dalla comunità come un disegno preordinato di Barry per eliminare l'odiato figliastro; la compagnia di ventura mandata in
America non servì a far volgere il Re dalla sua parte che, ad un'udienza, gli pone maliziose domande su Bullingdon. Barry, con moglie e figlio, si reca per breve
tempo a Parigi, ma dopo poco si dovette tornare perché la Francia riconosce l'indipendenza degli Stati Uniti e c'è la dichiarazione di guerra tra Inghilterra e
Francia. Viene narrato l'ultimo incontro con lo zio Cavalier de Balibari che, uscito dal convento di Bruxelles per una nuova avventura galante, torna indietro
immediatamente, e senza un soldo; il nipote, alla sua richiesta, non gli concede la donazione al convento (ufficialmente perché non voleva appoggiare il cattolicesimo,
più pragmaticamente perché non aveva più molto denaro) e tra i due i rapporti si interrompono freddamente. Inoltre, a Parigi, Barry paga salata la relazione con una
ballerina francese, tra regali e comodità. Al suo ritorno in Inghilterra, il conte di Crabs, che doveva aiutarlo a diventare Pari d'Irlanda, si rivela solo un
arraffone e, complice il diniego del Re e di Lord Frederick North, primo ministro, gli viene negata ogni onorificenza. Inoltre, i notabili del luogo, fedeli a
Tiptoff, gli voltano le spalle e perde il seggio in Parlamento. Inseguiti dai creditori, Barry e la moglie si ritirano in Irlanda. Come “consolazione” (dal suo
punto di vista), come un fulmine a ciel sereno, giunge la notizia della morte nella battaglia di Camden (agosto 1780), in America, del figliastro Bullingdon,
evento che determina l'avanzata di grado del figlioletto Bryan nella successione ai possedimenti Lyndon.
-Capitolo 19
Conclusion (Conclusione)
Passato qualche anno, oberato dai debiti, Barry Lyndon decide di far fronte ad alcune delle sue ingenti spese vendendo ad un mercante di Dublino, Splint, del
legname della tenuta di Hackton. La vendita frutta piuttosto bene, ma il vizio del giocatore torna impellente, e in due nottate Barry perde quasi tutto. Col rimanente
decide di mantenere una promessa fatta al figlio Bryan, che stava per compiere dieci anni: regalargli un cavallino tutto per sé. Purtroppo, l'imprudenza del bambino
è fatale: messo a terra dal cavallo non ancora del tutto domato, Bryan muore dopo due giorni di agonia. Barry vede così spegnersi il sogno di una discendenza e, molto
probabilmente, del suo matrimonio, nonostante Lady Lyndon volesse tenerlo in piedi, malgrado il dolore per la perdita del figlioletto.
Dopo la morte del piccolo Bryan, la nomea di Barry Lyndon peggiora ulteriormente, anche a causa della campagna diffamatoria della famiglia Tiptoff, ora divenuta
la parentela più stretta della moglie. Barry cerca, come al solito con mezzi discutibili, di ottenere un erede, ma il piano viene scoperto. Ulteriore tegola arriva,
due anni dopo la morte del figlio, dalla decisione della moglie di lasciarlo. Barry è ormai appoggiato solo dalla madre che porta avanti, con la consueta solerzia,
le attività quotidiane a Castle Lyndon e contestualmente tiene d'occhio da vicino la nuora per conto dell'amato figlio.
La vita dei due coniugi peggiora di giorno in giorno. La moglie è praticamente prigioniera di marito e suocera, che la fanno uscire solo per andare in chiesa o per
qualche avvenimento mondano. Barry scopre che Lady Lyndon scrive, con un sistema ingegnoso tramite le richieste scritte alla modista, confessioni e lettere a suo
cugino ed ex pretendente, George Poynings, della famiglia Tiptoff.
Barry accoglie a Castle Lyndon, con compiti amministrativi, Redmond Quin, figlio della sua vecchia fiamma Nora e del capitano Quin, conosciuti a inizio del racconto.
Costui, in precedenza, è stato istitutore del piccolo Bryan. Credendolo alleato nella guerriglia domestica con la moglie, si fida di lui senza sapere che sta tramando,
assieme a Lady Lyndon, per favorirne la fuga. Scoperto il piano tramite persone del paese, Barry Lyndon lo mette in guardia, ricevendone però una stizzita reazione.
Lady Lyndon, quindi, muove le sue azioni in modo più suadente e malizioso, e Barry sembra abboccare nonostante il contrario avviso della madre.
Quasi sul lastrico, Barry Lyndon cerca in tutti i modi, anche con mezzi sbrigativi, di procurarsi del denaro. Se anche gli viene promesso, Lady Lyndon deve comunque
garantire con la sua firma, che non sempre è scontata. Si prospetta una buona occasione di avere un prestito da Londra e, coi pochi soldi regalati dalla madre,
i coniugi si recano nella capitale inglese viaggiando sotto il nome di “Jones”. Mrs.Barry è scettica e vede l'evento come una trappola per il figlio, ma lui la
rassicura e si avvia ugualmente con la moglie. A Londra incontrano, in un luogo mal illuminato, il signor Tapewell. È una trappola per Barry: escono dall'oscurità
anche George Poynings, col quale Lady Lyndon ha uno slancio d'affetto, la zia Jane Peckover, un altro legale e sei guardie armate. Barry minaccia con la spada gli
astanti, ma Tapewell lo rassicura che non sono lì per arrestarlo, come lui crede, bensì per proporgli una transazione: dietro la corresponsione di una somma di denaro,
deve lasciare il Paese e allontanarsi definitivamente da Lady Lyndon. Dopo la minaccia, Barry dice di essere pronto a discutere.
Barry accetta suo malgrado la modesta pensione offerta da Lady Lyndon e dai parenti Tiptoff, con la clausola obbligatoria di lasciare il Regno.
Breve accenno agli anni in cui le memorie sono scritte: ospite della prigione di Fleet Street, è ancora, nonostante la veneranda età, accudito dalla madre che,
lasciato Castle Lyndon poco dopo le vicende narrate, è ora a Londra vicino al figlio. Le memorie scritte da Barry finiscono qui. L'autore, nelle vesti del fittizio
curatore, commenta gli ultimi anni del personaggio: l'esilio nel continente vede ancora Barry, per un breve periodo, giocatore d'azzardo, peraltro sfortunato;
la clausola dell'esilio viene in seguito disattesa e Barry, tornato in Inghilterra clandestinamente, prova ancora a estorcere denaro a lord Poynings. Lady Lyndon si
rifiuta di cancellargli la pensione, nonostante le pressioni dei Tiptoff (morta la Lyndon alcuni anni dopo, i parenti la casseranno). Dopo poco Barry viene comunque
arrestato per debiti, ormai povero, e gli ultimi diciannove anni della sua vita li passerà a Fleet Street, dove morirà alcolizzato prima della madre. L'ultimo fatto
di rilievo è il ritorno, dopo la presunta morte, di Bullingdon che andrà a rivendicare le proprietà della madre a discapito dei Tiptoff (morirà nel 1811 nella
campagna di Wellington contro Napoleone).

## Edizioni italiane
- William Makepeace Thackeray, Le memorie di Barry Lyndon, traduzione di Mario Fanoli, collana "I maestri" n. 4, Allegranza, Milano, 1946,  p. 471.
- William Makepeace Thackeray, Romanzi brevi, traduzione di Aldo Valori, collana "I grandi maestri" n. 28, Casini, Roma, 1956,  p. 661.
- William Makepeace Thackeray, Le memorie di Barry Lyndon, traduzione di Mario Fanoli, collana "I Garzanti" n. 630, Garzanti, Milano, 1976,  p. 349.
- William Makepeace Thackeray, Le memorie di Barry Lyndon, traduzione di Bruno Oddera, collana "Oscar" L 223, Arnoldo Mondadori Editore, Milano, 1976,  p. 341.
- William Makepeace Thackeray, Le memorie di Barry Lindon scritte da lui stesso, traduzione di Aldo Valori, collana "Capolavori della narrativa", introduzione di Claudio Gorlier, Istituto Geografico De Agostini, Novara, 1983,  p. 318.
- William Makepeace Thackeray, Le memorie di Barry Lyndon, traduzione di Tommaso Giartosio, collana "Le porte" n. 16, Fazi Editore, Roma, 1996,  p. 334, ISBN 88-8112-016-X.
- William Makepeace Thackeray, Le memorie di Barry Lyndon, traduzione di Tommaso Giartosio, collana "I classici del romanzo storico", Fabbri, Milano, 2002,  p. 432.
- William Makepeace Thackeray, Le memorie di Barry Lyndon, traduzione di Tommaso Giartosio, collana "Tascabili" n. 33, Fazi Editore, Roma, 2003,  p. 379, ISBN 978-88-8112-799-3.
- William Makepeace Thackeray, Barry Lyndon, traduzione di Maria Grazia Bianchi Oddera, collana "Biblioteca Economica Newton" n. 172, introduzione di Riccardo Reim, Newton Compton, Roma, 2006,  p. 334, ISBN 88-541-0533-3.
- William Makepeace Thackeray, Barry Lyndon, traduzione di Aldo Valori, collana "I grandi romanzi" n. 48, introduzione di Andrew Sanders, BUR, Milano, 2008,  p. 367, ISBN 978-88-17-02501-0.
- William Makepeace Thackeray, Le memorie di Barry Lyndon, traduzione di Tommaso Giartosio, collana "Tascabili" n. 121, Fazi Editore, Roma, 2009,  p. 379, ISBN 978-88-8112-991-1.